# Deckers Gasthof
Deckers Gasthof, auch Landgasthof Oberkögt, in der niedersächsischen Samtgemeinde Land Hadeln, Gemeinde Osten-Isensee, Oberkögt 3, im Landkreis Cuxhaven, stammt aus der zweiten Hälfte des 19. Jahrhunderts. Aktuell (2024) wird es als Wohnhaus und gewerblich genutzt.
Das Gebäude steht unter Denkmalschutz (siehe auch Liste der Baudenkmale in  Osten (Oste)).

## Geschichte und Beschreibung
Isensee war eine Bauerschaft der Gemeinde. Die Hofanlage steht auf einer schmalen Parzelle einer Marschhufe, begrenzt durch zwei Entwässerungsgräben. Ein Erschließungsweg führt zum Hof. Der Landgasthof war einer der größten und bekanntesten der Region.
Das eingeschossige giebelständige Gebäude in Fachwerk mit Steinausfachungen, mit hohlpfannengedecktem Satteldach wurde 1890 für Barthold Decker (Inschrift) an einem Stichweg gebaut. An der Südseite ein Zwerchhaus auf Holzstützen mit dem Eingang. Beim massiven Westgiebel des Wohnteils kragt im oberen Dreieck auf geschweiften Knaggen eine Verbretterung vor. Die Ortgänge, Trauf- und Gurtgesimse sind verziert sowie die segmentbogenförmigen Fenster- und Türöffnungen. Am Ostgiebel mit der regionaltypischen Verbretterung und der Grooten Door mit Korbbogen befindet sich eine Balkeninschrift. Das Dachhaus in Fachwerk  wurde in den 1940er-Jahren angefügt.
Der eingeschossige ehemalige Schweinestall von Deckers Gasthof von 1890, in Fachwerk mit pfannengedecktem Satteldach hat an der Südtraufe vier Stalltüren und in den oberen Giebeldreiecken die regionaltypische Verbretterung. Stallgebäude und Haupthaus sind mit einem niedrigen Zwischenbau von um 1900 mit Pultdach verbunden.
Das Landesdenkmalamt befand u. a.: „… ehemaliger Landgasthof in Form eines Wohn-/Wirtschaftsgebäudes als Teil der Hofanlage Oberkögt 3 in Isensee …“